# Argostemma hirtellum
Argostemma hirtellum är en tvåhjärtbladig växtart som beskrevs av Henry Nicholas Ridley. Argostemma hirtellum ingår i släktet Argostemma och familjen måreväxter.
Artens utbredningsområde är Sumatera. Inga underarter finns listade i Catalogue of Life.